# Akira Matsunaga
Akira Matsunaga (in giapponese: 松永 章; Shizuoka, 8 agosto 1948) è un ex calciatore giapponese, di ruolo centrocampista.

## Carriera

### Club
Per tutta la sua carriera professionistica ha giocato solo con il club giapponese dell'Hitachi.

### Nazionale
Conta varie presenze con la Nazionale giapponese.

## Statistiche

### Presenze e reti nei club
| Stagione | Squadra | Campionato | Campionato | Campionato |
| Stagione | Squadra | Comp       | Pres       | Reti       |
| -------- | ------- | ---------- | ---------- | ---------- |
| 1971     | Hitachi | JSL        | 11         | 4          |
| 1972     | Hitachi | JSL1       | 14         | 12         |
| 1973     | Hitachi | JSL1       | 18         | 11         |
| 1974     | Hitachi | JSL1       | 18         | 17         |
| 1975     | Hitachi | JSL1       | 18         | 15         |
| 1976     | Hitachi | JSL1       | 5          | 0          |
| 1977     | Hitachi | JSL1       | 15         | 4          |
| 1978     | Hitachi | JSL1       | 18         | 7          |
| 1979     | Hitachi | JSL1       | 18         | 2          |
| 1980     | Hitachi | JSL1       | 17         | 4          |
| 1981     | Hitachi | JSL1       | 16         | 2          |
| 1982     | Hitachi | JSL1       | 8          | 2          |
|          | Totale  |            | 176        | 82         |